# Alpes de Sunnmøre
Les Alpes de Sunnmøre (en norvégien Sunnmørsalpene) sont un domaine des Alpes scandinaves situé dans le comté de Møre og Romsdal en Norvège. La zone culmine au Kvitegga, à 1 717 m d'altitude.

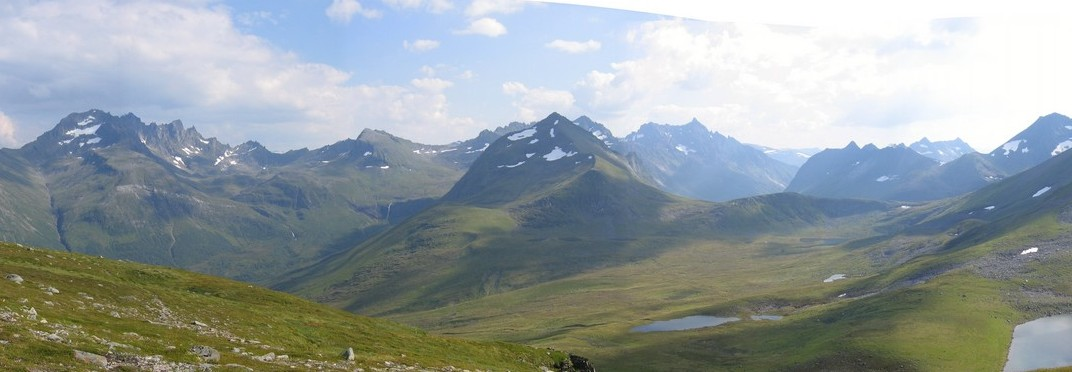
Vue des Alpes de Sunnmøre au niveau de la commune d'Ørsta.